# Racek arabský

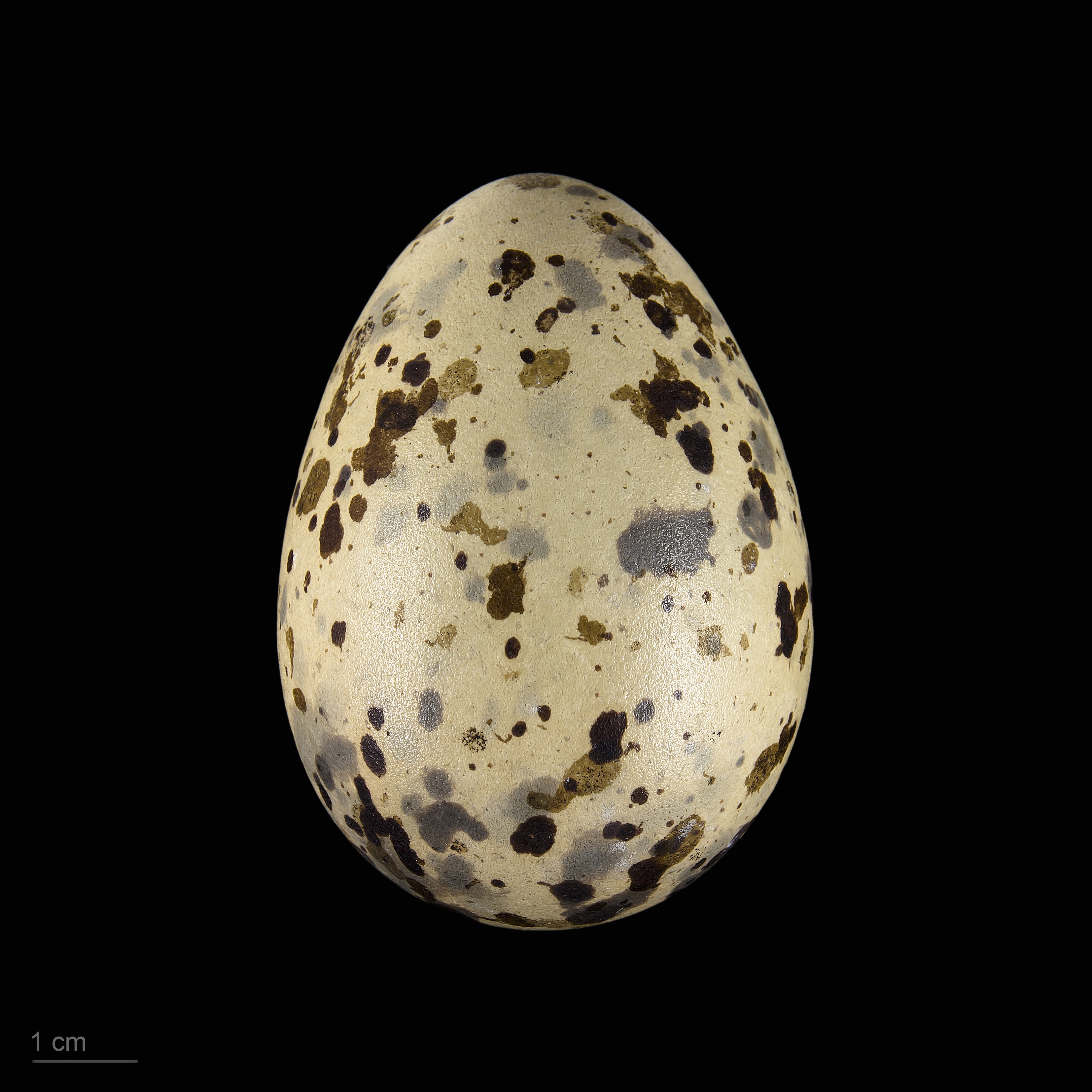
Ichthyaetus hemprichii

Racek arabský (Ichthyaetus hemprichii) je středně velkým druhem racka z rodu Ichthyaetus.

## Popis
Dospělí ptáci se poněkud podobají racku bělookému, liší se především zbarvením zobáku, který je žlutý s černou páskou na špičce a červenou špičkou. Hlava a hrdlo jsou černé, hruď a prsa tmavošedé, břicho, proužek na krku a ocas bílé. Křídla jsou tmavošedá s černošedými letkami, nohy žluté. V prostém šatu (v zimě) je barva hlavy o něco světlejší. Mladí ptáci mají šedohnědou hlavu, hruď, hřbet a křídla, bílé břicho a kostřec a bílý ocas s černou páskou na konci.

## Výskyt

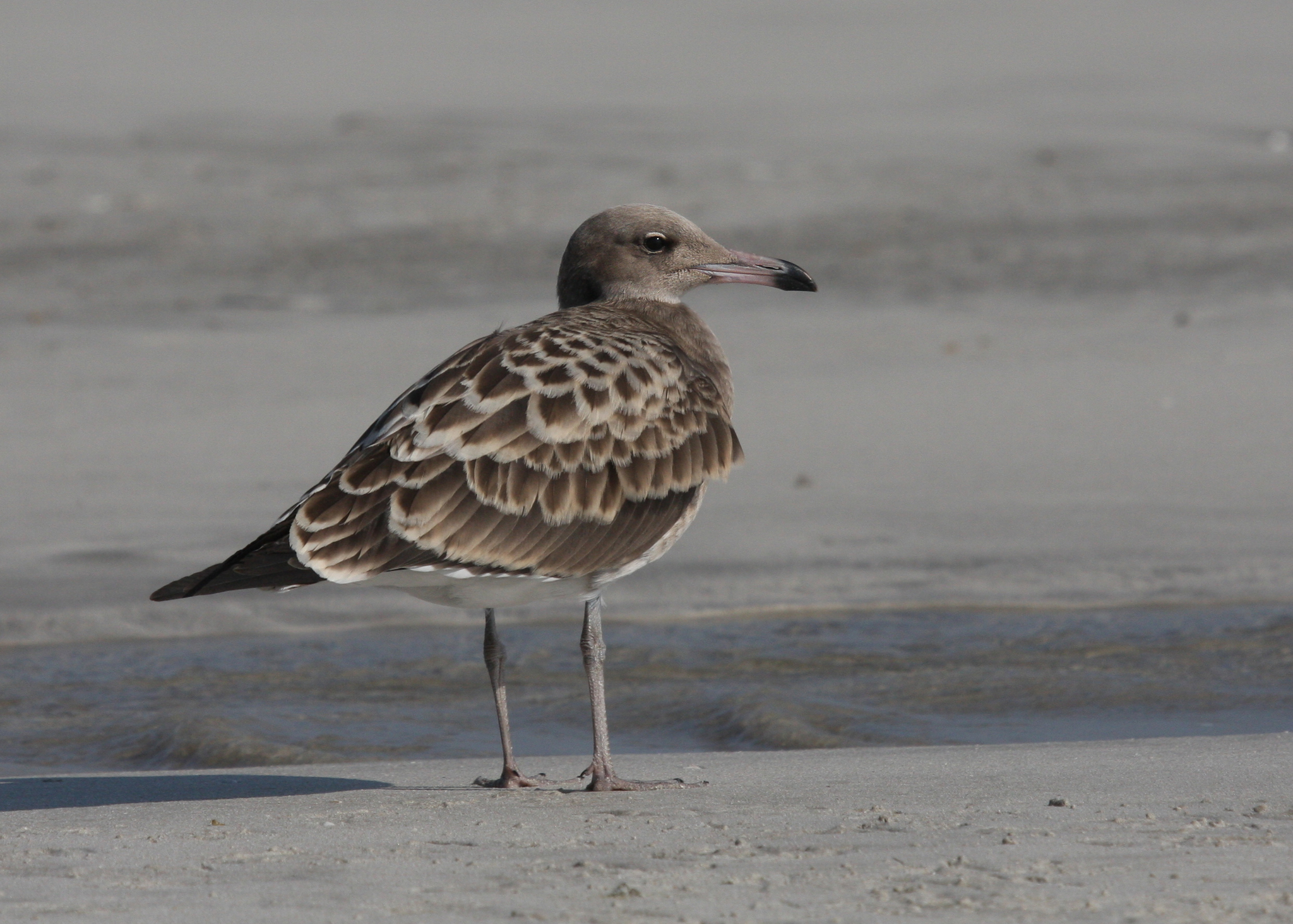
Racek arabský, mladý pták

Racek arabský hnízdí podél pobřeží Arabského poloostrova a v přilehlé části Afriky na jih po Keňu; mimo to izolovaně v jižním Pákistánu. Ptáci z oblasti Rudého moře jsou stálí, severnější populace táhnou na zimoviště na východním pobřeží Afriky na jih po Mosambik. Zatoulaní jedinci byli zjištěni v Izraeli, Jordánsku, Libanonu, dále ve vnitrozemí východní Afriky a na východ po Indii.